# Idol Densetsu Eriko
Idol Densetsu Eriko (アイドル伝説えり子?) (Legendary Idol Eriko) es una serie de anime creada por Ashi Productions. Fue vista en Japón desde 1989 hasta 1990, alcanzando 51 episodios. La serie fue adaptada a 3 tomos manga por la mangaka Ayumi Kawahara.
El personaje principal, Eriko Tamura, es de hecho un ídolo en la vida real. Ella realizó el opening de la serie, y el tema de cierre del último episodio.

## Personajes
Eriko Tamura
Voz por Akiko Yajima
Música por Eriko Tamura
Yuusuke Tamura
Voz por Takaya Hashi
Padre de Eriko
Minako Tamura
Voz por Kumiko Takizawa
Madre de Eriko
Rei Asagiri
Voz por Naoko Matsui
Música por Maiko Hashimoto
Shogo Ohgi
Voz por Yasunori Matsumoto

## Sinopsis
Eriko Tamura es la única hija de Yusuke Tamura, el presidente de Tamura Productions (reknown music company) y Minako Tamura (una antigua cantante famosa). Tiene talento para cantar desde que nació. Pero un día, la tragedia le acecha cuando sus padres tienen un terrible accidente, donde muere su padre y deja a su madre en coma. Eriko se queda a vivir con el mejor amigo de su padre, el señor Uchida. Ahora Eriko tomará el camino de cantante, un camino que sus padres no querían que siguiera. De este modo, su tío pretende arruinar su carrera. Pero en la angustia de toda la penuria, ella se convierte en un ídolo de masas y su corazón triunfa en todo Japón.

## Doblaje (Seiyuu)
| Personaje                     | Actor Original Japonés | Doblaje España (1992) (TV) | Doblaje España (2009) (DVD)      |
| ----------------------------- | ---------------------- | -------------------------- | -------------------------------- |
| Eriko Tamura                  | Taeko Nakanishi        | Sara Vivas                 | María Ángeles Figueiras (Marica) |
| Yuki Gala                     | Ai Satou               | Carmen Cervantes           | Ángeles García                   |
| Hiroshi Oosawa                | Hiroyuki Shibamoto     |                            |                                  |
| Ijuuin                        | Katsumi Suzuki         |                            | Policarpo Prieto                 |
| Minako Tamura                 | Kumiko Takizawa        |                            | Luzberta Vázquez                 |
| Rei Asagiri Sandra Asagiri    | Naoko Matsui           | Marta Sáinz                | Beatriz Bravo                    |
| Kazuki Uchida Javier Uchida   | Shigeru Nakahara       | José Carabias              | Juan Tinaquero                   |
| Kousuke Tamura Jacobo Tamura  | Shozo Iizuka           | Antonio Cobos              | Xaquín Lens                      |
| Yuusuke Tamura Enrique Tamura | Takaya Hashi           | Daniel Sánchez             | Xosé Ramón Lojo                  |
| Shinya Uchida                 | Tomomichi Nishimura    |                            | José Polo                        |
| Shogo Ohgi Ivan Ohgi          | Yasunori Matsumoto     | Iván Jara                  | Luis Etchevers                   |
| Ryoko Asagiri                 | Yoshiko Sakakibara     |                            | Carmen Carpintero                |
| Yasuko Nakata Natalia         | Yoshino Takamori       | Blanca Rada                | Isabel De Luis                   |
| Kaori Yamaguchi               | Yuko Mizutani          |                            |                                  |
| Amino                         | Daiki Nakamura         |                            |                                  |

## Lista de episodios
| #  | Título | Estreno |
| -- | --- | ------- |
| 01 | «Canción previa de tristeza (Preludio)» «Kanashimi no zensou kyoku (pureryuudo)» (悲しみの前奏曲（プレリュード）) España: «EL PRELUDIO DE LA TRAGEDIA (Licencia DVD)»                                         |         |
| 02 | «La obertura del destino (Opertura)» «Unmei no jokyoku (oobaachua)» (運命の序曲（オーバーチュア）) España: «LA OBERTURA DEL DESTINO (Licencia DVD)»                                                           |         |
| 03 | «El requiem para papá (Requiem)» «Papa ni sasageru chinkonka (rekuiemu)» (パパに捧げる鎮魂歌（レクイエム）) España: «RÉQUIEM POR PAPÁ (Licencia DVD)»                                                         |         |
| 04 | «Canon hacia el mañana (Canon)» «Ashita e no tsuihashi kyoku (kanon)» (明日への追走曲（カノン）) España: «FUGA PARA MAÑANA (Licencia DVD)»                                                                    |         |
| 05 | «El dúo de la luz y la oscuridad (Unión)» «Hikari to yami no nijuusou (ansanburu)» (光と闇の二重奏（アンサンブル）) España: «CONJUNTO DE LUCES Y TINIEBLAS (Licencia DVD)»                                    |         |
| 06 | «Staccato hacia el debut (Staccato)» «Debyuu e no dansou (utakkaato)» (デビューへの断奏（スタッカート）) España: «STACATO PARA UN DEBUT (Licencia DVD)»                                                       |         |
| 07 | «Canción de cumpleaños para el legado de papá (Canción de debut)» «Chichi no katami no seitan kyoku (debyuu kyoku)» (父の形見の生誕曲（デビューきょく）) España: «EL DEBUT DE ERIKO (Licencia DVD)»           |         |
| 08 | «La sonata de un nuevo viaje (Sonata)» «Aratanaru tabidachi no soumeikyoku (sonata)» (新たなる旅立ちの奏鳴曲（ソナタ）) España: «SONATA POR UNA NUEVA VIDA (Licencia DVD)»                                    |         |
| 09 | «Ensayo premonitorio de las llamas (Estudio)» «honoo no yokan no renshuu kyoku (echuudo)» (炎の予感の練習曲（エチュード）) España: «ESTUDIO PARA UN FUTURO ARDIENTE (Licencia DVD)»                           |         |
| 10 | «El trío del amor y el odio (Terceto)» «Ai to nikushimi no sanjuusou (terutsuutto)» (愛と憎しみの三重奏（テルツェット）) España: «Trío de amor y odio»                                                        |         |
| 11 | «Dúo después de la lluvia (Dueto)» «Ame agari no nijuushou (deeetto)» (雨あがりの二重唱（デュエット）) España: «Dúo después de la lluvia»                                                                     |         |
| 12 | «Discordancia orquesteada (discordancia)» «Shikumareta fukyouwaon (disukoodo)» (仕組まれた不協和音（ディスコード）) España: «Disonancia de instrumentos de percusión»                                         |         |
| 13 | «El arppegio de la desesperación (Arppegio)» «Zetsubou no bunsanwaon (Arupejio)» (絶望の分散和音（アルペジオ）) España: «Arppegio de sospecha»                                                                |         |
| 14 | «Canción de partida hacia la esperanza (Partida)» «Kibou e no hensoukyoku (parutiita)» (希望への変奏曲（パルティータ）) España: «Partita para la esperanza»                                                   |         |
| 15 | «Sola entre el grupo (A capela)» «Tsuka no ma no mubansou (A.kapera)» (束の間の無伴奏（ア・カペラ）) España: «Cantando bajo la lluvia»                                                                        |         |
| 16 | «Cántico de resurrección (Aria)» «Fukkatsu no eishou (Aria)» (復活の詠唱（アリア）) España: «Aria de reposición»                                                                                              |         |
| 17 | «Diversión inesperada (Diversión)» «Kudakareta ki (diberutimento)» (砕かれた喜遊曲（ディベルティメント）) España: «Marcha inesperada»                                                                         |         |
| 18 | «Fantasía de 25 metros (Fantasía)» «25 meetoru no gensoukyoku (fantajii)» (25メートルの幻想曲（ファンタジー）) España: «Fantasía por 25 metros»                                                               |         |
| 19 | «Modulación hacia la desesperación (Modulación)» «Zetsubou e no tenchou (modeereishon)» (絶望への転調（モデュレイション）) España: «Desesperación»                                                            |         |
| 20 | «La sinfonía de la brisa del mar (Sinfonía)» «Shiokaze no koukyoukyoku (shinfonii)» (潮風の交響曲（シンフォニー）) España: «Sinfonía por una brisa marina»                                                    |         |
| 21 | «La serenata del primer amor (Serenata)» «Hatsukoi no sayokyoku (serenaade)» (初恋の小夜曲（セレナーデ）) España: «SERENATA POR EL PRIMER AMOR (Licencia DVD)»                                                |         |
| 22 | «Canción de pasión al atardecer (Pasión)» «Yuuhi no junan kyoku (passhoone)» (夕陽の受難曲（パッショーネ）) España: «LA PASIÓN DEL SÁBADO (Licencia DVD)»                                                     |         |
| 23 | «Canción en el concierto de dos estrellas (Concierto)» «Futatsu no hoshi no tame no kyousoukyoku (koncheruto)» (二つの星のための協奏曲（コンチェルト）) España: «CONCIERTO PARA DOS ESTRELLAS (Licencia DVD)» |         |
| 24 | «La ronda de la canción que entra en el corazón (RONDÓ)» «Kokoro o tsunagu rinbu kyoku (rondo)» (心をつなぐ輪舞曲（ロンド）) España: «RONDA POR LA AMISTAD (Licencia DVD)»                                    |         |
| 25 | «La hora en que se acercan las obligaciones del destino (OBBLIGATO)» «Toki semaru unmei no josou (oburigaado)» (時迫る運命の助奏（オブリガード）) España: «OBBLIGATO PARA EL DESTINO FUTURO (Licencia DVD)»   |         |
| 26 | «Canción improvisada impactante (Tocata)» «Shougeki no sokkyou kyoku (tokkaata)» (衝撃の即興曲（トッカータ）) España: «TOCATA POR LA CONFUSIÓN (Licencia DVD)»                                                |         |
| 27 | «Lamentaciones de Kareha de cristal (Elegía)» «Garasu no kareha no aika (erejii)» (ガラスの枯葉の哀歌（エレジー）) España: «ELEGÍA POR LAS HOJAS CAÍDAS (Licencia DVD)»                                       |         |
| 28 | «Intriducción hacia la catástrofe (Introducción)» «Hakyoku he no josou (intorodakushon)» (破局への序奏（イントロダクション）) España: «INTRODUCCIÓN A UNA CATÁSTROFE (Licencia DVD)»                          |         |
| 29 | «El troll del laberinto (Ronda)» «Meikyuu no rinshou (raundo)» (迷宮の輪唱（ラウンド）) España: «EL CANON DEL MISTERIO INDESCIFRABLE (Licencia DVD)»                                                          |         |
| 30 | «Nana en la lluvia del corazón (Nana)» «Kokoro no ame ni komorika (rarabai)» (心の雨に子守歌（ララバイ）) España: «NANA PARA UN DÍA LLUVIOSO (Licencia DVD)»                                                  |         |
| 31 | «Interludio en la tormenta (Interludio)» «Arashi no naka no kansou kyoku (interumettsuo)» (嵐の中の間奏曲（インテルメッツオ）) España: «Intermedio tormentoso»                                                |         |
| 32 | «Danza de pasión sin fin (Danza)» «Owari naki jounetsu no bukyoku (dansu)» (終りなき情熱の舞曲（ダンス）) España: «Danza interminable de pasión»                                                              |         |
| 33 | «Legendaria historia peligrosa (Leyenda)» «Abunai monogatari kyoku (rejendo)» (あぶない物語曲（レジェンド）) España: «Leyenda peligrosa»                                                                      |         |
| 34 | «La noche de cada uno (Nocturno)» «Sorezore no yasoukyoku (nokutaan)» (それぞれの夜想曲（ノクターン）) España: «Nocturno de misterio»                                                                         |         |
| 35 | «Da gloria a tus alas (Gloria)» «Tsubasa o kureta sanka (gurooria)» (翼をくれた賛歌（グローリア）) España: «La gloria le ha dado alas»                                                                        |         |
| 36 | «Cantata que resuena en el firmamento (Cantata)» «Matenrou ni hibiku kousei kyoku (kantaata)» (摩天楼に響く交声曲（カンタータ）) España: «Cantata entre rascacielos»                                          |         |
| 37 | «La canción polifónica de amor y ternura (Polifonía)» «Ai to yasashi sa no tajuu ongaku (porifonii)» (愛と優しさの多重音楽（ポリフォニー）) España: «Polifonía de amor y soledad»                             |         |
| 38 | «Villancico de espuma (Villancico)» «Utakata no seika (kyaroru)» (うたかたの聖歌（キャロル）) España: «Canto pasajero»                                                                                        |         |
| 39 | «Marcha hacia la gloria (Marcha)» «Eikou e no koushinkyoku (maachi)» (栄光への行進曲（マーチ）) España: «Marcha hacia la gloria»                                                                              |         |
| 40 | «Sinfunía susurrada (Sinfónico)» «Sasayakana koukyou kumikyoku (shinfonikkusuutsu)» (ささやかな交響組曲（シンフォニックスーツ）) España: «Suite sinfónica»                                                    |         |
| 41 | «La melodía del fénix (Melodía)» «Fushichou no senritsu (merodii)» (不死鳥の旋律（メロディー）) España: «Melodía para Fénix»                                                                                  |         |
| 42 | «Enamoramiento pastoril con amor (Pastoral)» «Koi ni koishite denen kyoku» (恋に恋して田園曲（パストラル）) España: «Pastorales para corazones enamorados»                                                    |         |
| 43 | «Scherzo que continúa hacia el futuro» «Mirai e tsuduku kaigyaku kyoku (Sukerutsu)» (未来へ続く諧謔曲（スケルツォ）) España: «Scherzos para el futuro»                                                        |         |
| 44 | «Poema de un corazón conmovedor (Poema)» «Yureugoku kokoro no shi kyoku (poemu)» (揺れ動く心の詩曲（ポエム）) España: «Poema para corazones ingenuos»                                                         |         |
| 45 | «Canción de amor en pleno invierno (Canción de amor)» «Mafuyu no koiuta (rabusongu)» (真冬の恋歌（ラブソング）) España: «Canción de amor en pleno invierno»                                                   |         |
| 46 | «Unísono desordenado (Unísono)» «Kakimidasareta seishou (yunizon)» (かきみだされた斉唱（ユニゾン）) España: «Fiesta deslumbrante (1ª Parte)»                                                                  |         |
| 47 | «Solución brillante (Solución)» «Kirameki no shukufuku kyoku (soryuujon)» (きらめきの祝福曲（ソリュージョン）) España: «Fiesta deslumbrante (2ª Parte)»                                                       |         |
| 48 | «Canción que da las gracias (Luz de Hotaru)» «Kansha o kometa sotsugyou kyoku (Hotaru no hikari)» (感謝をこめた卒業曲（ほたるのひかり）) España: «La graduación»                                              |         |
| 49 | «Arabesco deambulante (Arabesco)» «Samayoi soushoku kyoku (arabesuku)» (さまよい装飾曲（アラベスク）) España: «Arabesco para un viajero»                                                                      |         |
| 50 | «El viento es un coral (Coral)» «Kaze ga hakonda shuusan kyoku (koraaru)» (風がはこんだ衆賛曲（コラール）) España: «Mensaje sobre el viento»                                                                  |         |
| 51 | «Prólogo de la brisa (Prólogo)» «Soyokaze no zensou kyoku (puroroogu)» (そよ風の前奏曲（プロローグ）) España: «El final de una leyenda»                                                                       |         |